# Badumna
Badumna is een geslacht van spinnen uit de  familie van de Desidae.

## Soorten
- Badumna arguta (Simon, 1906)
- Badumna bimetallica (Hogg, 1896)
- Badumna blochmanni (Strand, 1907)
- Badumna exilis Thorell, 1890
- Badumna exsiccata (Strand, 1913)
- Badumna guttipes (Simon, 1906)
- Badumna hirsuta Thorell, 1890
- Badumna hygrophila (Simon, 1902)
- Badumna insignis (L. Koch, 1872)
- Badumna javana (Strand, 1907)
- Badumna longinqua (L. Koch, 1867)
- Badumna maculata (Rainbow, 1916)
- Badumna microps (Simon, 1908)
- Badumna pilosa (Hogg, 1900)
- Badumna scalaris (L. Koch, 1872)
- Badumna senilella (Strand, 1907)
- Badumna socialis (Rainbow, 1905)
- Badumna tangae Zhu, Zhang & Yang, 2006